# العلاقات المجرية الإثيوبية
العلاقات المجرية الإثيوبية هي العلاقات الثنائية التي تجمع بين المجر وإثيوبيا.

## مقارنة بين البلدين
هذه مقارنة عامة ومرجعية للدولتين:
| وجه المقارنة                                              | المجر                                                       | إثيوبيا                        |
| --------------------------------------------------------- | ----------------------------------------------------------- | ------------------------------ |
| المساحة (كم2)                                             | 93.04 ألف                                                   | 1.10 مليون                     |
| عدد السكان (نسمة)                                         | 9.78 مليون                                                  | 104.96 مليون                   |
| الكثافة السكانية (ن./كم²)                                 | 105.12                                                      | 95.42                          |
| العاصمة                                                   | بودابست                                                     | أديس أبابا                     |
| اللغة الرسمية                                             | لغة مجرية                                                   | اللغة الأمهرية                 |
| العملة                                                    | فورنت مجري                                                  | بير إثيوبي                     |
| الناتج المحلي الإجمالي (بليون دولار)                      | 139.14 مليار                                                | 80.56 مليار                    |
| الناتج المحلي الإجمالي (تعادل القوة الشرائية) بليون دولار | 260.42 مليار                                                | 161.90 مليار                   |
| الناتج المحلي الإجمالي الاسمي للفرد دولار أمريكي          | 12.36 ألف                                                   | 619                            |
| الناتج المحلي الإجمالي للفرد دولار أمريكي                 | 25.07 ألف                                                   | 1.50 ألف                       |
| مؤشر التنمية البشرية                                      | 0.828                                                       | 0.442                          |
| رمز المكالمات الدولي                                      | +36                                                         | +251                           |
| رمز الإنترنت                                              | .hu                                                         | .et                            |
| المنطقة الزمنية                                           | ت ع م+01:00، ت ع م+02:00، أوروبا/بودابست ‏، توقيت وسط أوروبا | ت ع م+03:00، توقيت شرق أفريقيا |

## منظمات دولية مشتركة
يشترك البلدان في عضوية مجموعة من المنظمات الدولية، منها:
| علم المنظمة | اسم المنظمة                        | تاريخ انضمام المجر | تاريخ انضمام إثيوبيا |
| ----------- | ---------------------------------- | ------------------ | -------------------- |
|             | الاتحاد البريدي العالمي            | ?                  | ?                    |
|             | مؤسسة التنمية الدولية              | 29 أبريل 1985      | 11 أبريل 1961        |
|             | منظمة حظر الأسلحة الكيميائية       | ?                  | ?                    |
|             | الأمم المتحدة                      | 14 ديسمبر 1955     | 13 نوفمبر 1945       |
|             | وكالة ضمان الاستثمار متعدد الأطراف | 21 أبريل 1988      | 13 أغسطس 1991        |
|             | منظمة الشرطة الجنائية الدولية      | ?                  | ?                    |
|             | مؤسسة التمويل الدولية              | 29 أبريل 1985      | 20 يوليو 1956        |
|             | البنك الدولي للإنشاء والتعمير      | 7 يوليو 1982       | 27 ديسمبر 1945       |
|             | الاتحاد الدولي للاتصالات           | 1866               | 20 فبراير 1932       |
|             | الفريق المعني برصد الأرض           | ?                  | ?                    |
|             | يونسكو                             | 14 سبتمبر 1948     | 1 يوليو 1955         |

## وصلات خارجية
- موقع وزارة الخارجية المجرية
- موقع وزارة الخارجية الإثيوبية